# Quận Pisz
Quận Pisz (tiếng Ba Lan: powiat piski) là một đơn vị quản lý lãnh thổ và chính quyền địa phương (powiat) ở vùng Voian-Masurian Voivodeship, miền bắc Ba Lan. Nó ra đời vào ngày 1 tháng 1 năm 1999, là kết quả của cải cách chính quyền địa phương Ba Lan được thông qua vào năm 1998. Khu vực hành chính và thị trấn lớn nhất của nó là Pisz, nằm cách 88 kilômét (55 mi) về phía đông của thủ phủ khu vực Olsztyn. Quận có ba thị trấn khác: Orzysz, cách 24 km (15 mi) về phía đông bắc của Pisz, Ruciane-Nida,cách 17 km (11 mi)  về phía tây của Pisz và Biała Piska,cách 18 km (11 mi) về phía đông Pisz.
Quận có diện tích 1.776,17 kilômét vuông (685,8 dặm vuông Anh). Tính đến năm 2006, tổng dân số của nó là 57.553 người, trong đó dân số của Pisz là 19.332, của Orzysz là 5.804, của Ruciane-Nida là 4.894, của Biała Piska là 4.006 và dân số nông thôn là 23.517.

## Các quận lân cận
Quận Pisz giáp với QuậnGiżycko ở phía bắc, Quận Ełk và  Quận Grajewo ở phía đông, Quận Kolno và Quận Ostrołęka ở phía nam, Quận Szczytno ở phía tây và Quận Mrąelloo ở phía tây bắc.

## Khu vực hành chính
Quận được chia thành bốn gminas (tất cả đều là thành thị-nông thôn, tập trung vào bốn thị trấn). Chúng được liệt kê trong bảng sau, theo thứ tự dân số giảm dần. 
| Gmina              | Kiểu                | Khu vực (km²) | Dân số (2006) | Khu vực hành chính |
| Gmina Pisz         | thành thị-nông thôn | 634.8         | 27.224        | Pisz               |
| Gmina Biała Piska  | thành thị-nông thôn | 420.1         | 12,135        | Biała Piska        |
| Gmina Orzysz       | thành thị-nông thôn | 363,5         | 9,567         | Orzysz             |
| Gmina Ruciane-Nida | thành thị-nông thôn | 357,7         | 8,627         | Ruciane-Nida       |